# Surprise
|  | Per a altres significats, vegeu «Surprise (Nebraska)». |

Surprise és una ciutat al Comtat de Maricopa a l'estat d'Arizona. Segons el cens del 2008 tenia 92.897 habitants.

## Demografia
Segons el cens del 2000, Surprise tenia 30.848 habitants, 12.484 habitatges, i 9.725 famílies La densitat de població era de 171,4 habitants/km².
Dels 12.484 habitatges en un 21,5% hi vivien nens de menys de 18 anys, en un 69,5% hi vivien parelles casades, en un 5,4% dones solteres, i en un 22,1% no eren unitats familiars. En el 17,9% dels habitatges hi vivien persones soles el 8,9% de les quals corresponia a persones de 65 anys o més que vivien soles. El nombre mitjà de persones vivint en cada habitatge era de 2,46 i el nombre mitjà de persones que vivien en cada família era de 2,75.
Per edats la població es repartia de la següent manera: un 19,9% tenia menys de 18 anys, un 7% entre 18 i 24, un 22,4% entre 25 i 44, un 25,3% de 45 a 60 i un 25,4% 65 anys o més.
L'edat mediana era de 46 anys. Per cada 100 dones de 18 o més anys hi havia 94,9 homes.
La renda mediana per habitatge era de 44.156 $ i la renda mediana per família de 47.899 $. Els homes tenien una renda mediana de 33.079 $ mentre que les dones 26.347$. La renda per capita de la població era de 21.451 $. Aproximadament el 5,6% de les famílies i el 8,7% de la població estaven per davall del llindar de pobresa.

## Poblacions properes
El següent diagrama mostra les poblacions més properes.